# Carl-Maria-von-Weber-Schule
Die Carl-Maria-von-Weber-Schule (umgangssprachlich auch nur kurz als „Weber-Schule“ bezeichnet) ist ein städtisches Gymnasium der Stadt Eutin und seit 1955, damals noch als ein Lyzeum, nach dem in Eutin geborenen Komponisten Carl Maria von Weber benannt, der u. a. das weltberühmte Werk „Der Freischütz“ schrieb. Es ist neben der ca. 200 m entfernten Johann-Heinrich-Voß-Schule eines der zwei Gymnasien der ostholsteinischen Kreisstadt und ist bereits zum wiederholten Male mit dem schleswig-holsteinischen Berufswahlsiegel zertifiziert worden. Das heutige als mint-freundliche und Europa-Schule ausgezeichnete Gymnasium wurde im Jahr 1910 gegründet und befindet sich seit 1920 im Zentrum von Eutin, wo es an die Plöner Straße, den Stadtgraben, den Bürgermeister-Knutzen-Weg und die Albert-Mahlstedt-Straße grenzt.

## Geschichte

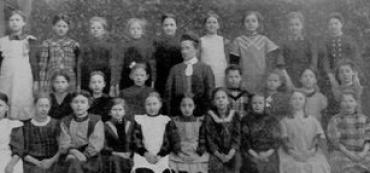
Die erste Sexta (5. Klasse) der damaligen Lyzealabteilung der neuen Eutiner Realschule im Jahr 1910.

### Die Anfänge während des Kaiserreichs
Am 4. April 1910, kurz nach Ostern, beschlossen die städtischen Organe der Stadt Eutin die Gründung einer Realschule mit Koedukation und angeschlossener Lyzealabteilung, also eine weiterführende Schule, die für beide Geschlechter offen stand, was zu großen Kontroversen führte. Trotzdem wurde die neue Schule gegründet und erhielt für die Sexta, der 5. Klasse, 70 Anmeldungen, sodass das neue Schuljahr mit 40 Schülern und 30 Schülerinnen startete. Schulleiter war damals Georg Künnemann, der bereits zu Ostern 1911, durch Wilhelm Harders, einem Vertrauten des damaligen Bürgermeisters Albert Mahlstedt, abgelöst wurde. 1912 wurde durch eine Verfügung des preußischen Kulturministeriums die Beschulung der Mädchen eigenständig, die fortan nur in der 5. (Sexta) und der 6. Klassen (Quinta) zusammen mit Jungen unterrichtet wurden (Koedukation). Der Mädchenzweig wurde ab 1912 als „Lyzeum“ bezeichnet und wurde eigenständig. Im Schuljahr 1913/1914 konnte diese Lyzealabteilung, die weiterhin nicht räumlich vom Gymnasium der Jungen und der Realschule in der Bismarckstraße getrennt war, 45 Schülerinnen vermelden. 18 von diesen erhielten nach der Anerkennung der Schule als vollwertiges Lyzeum im Jahr 1917 ihre Abschlusszeugnisse, die sie zu einem Besuch eines Lyzeums mit der damaligen Oberstufe, dem Oberlyzeum, in Lübeck oder Kiel berechtigten.

### Das Lyzeum während der Weimarer Republik
Mit Gründung der Weimarer Republik wurde 1919 die Schullandschaft neu gestaltet; davon betroffen war auch das Eutiner „Lyzeum“, das ein Jahr später, im Sommer 1920, in die heutige Plöner Straße 15 in ein klassizistisches Gebäude, das zwischen 1831 und 1833 nach Vorstellungen des Architekten Heinrich Nikolaus Börm gebaut wurde, umzog und nun räumlich von den anderen Eutiner Schulen getrennt war. Bis heute befindet sich die Schule an diesem Standort. Im damaligen Schulgebäude sind heute Verwaltungsräume untergebracht wie z. B. das Sekretariat und das Lehrerzimmer. Ab 1927 wurde die Schule zu einem Oberlyzeum für die 11., 12. und 13. Klasse. 1930 legten dann 10 Schülerinnen der Oberprima, der 13. Klasse, erstmals die Abschlussprüfungen ab.

### Die Veränderungen in der NS- und Nachkriegszeit
Während der NS-Diktatur wurde aus dem Lyzeum eine reine Haushaltsschule für Mädchen (Frauenoberschule), den Idealen der Nationalsozialisten entsprechend, in der u. a. Kochen und Hausarbeit unterricht wurde, sodass der dortige Schulabschluss schnell als „Pudding-Abitur“ verspottet wurde. Dieser Ruf haftete dem Lyzeum auch noch in den Anfängen der Nachkriegszeit an, nachdem es wieder zu einer reinen Mädchenschule geworden war, die 1955 den heutigen Namen „Carl-Maria-von-Weber-Schule“ erhielt, wobei die heutige Schule mittlerweile ein Gymnasium ist und somit für beide Geschlechter zugänglich.

## Die Carl-Maria-von-Weber-Schule heutzutage
Die Schule wird heute von Thomas Eggers geleitet, welcher u. a. ehemaliger Schulleiter der Marion-Dönhoff-Schule ist und die Verantwortung über 56 Lehrer (Frühjahr 2021) und 688 Schüler verteilt auf 29 Klassen (Schuljahr 2020/2021) hat und Ende Januar 2021 die langjährige Schulleiterin Iris Portius ablöste.
Das Motto der Schule lautet „Wir entfalten Potenziale“, das sich auf das 2019 eingeführte Konzept „Weber-Plus“ bezieht, das die verschiedensten Interessen der Unterstufenschüler befriedigen soll, die sonst nicht oder nur in limitiertem Rahmen auf dem Lehrplan stehen wie z. B. Informatik als das Fach „Medien“.
Eine Besonderheit der Schule war bzw. ist, dass die Schule als eine von wenigen Schulen in Schleswig-Holstein bereits 2009 wieder zum G9-Prinzip zurückkehrte. Ein weiteres Merkmal des Gymnasiums ist, dass Spanisch bereits ab der 7. Klasse als zweite Fremdsprache neben Latein und Französisch und später Dänisch gewählt werden kann, während später in der Oberstufe die Sprache Englisch das Profilfach im sprachlichen Profil bildet, welches durch das alternative Angebot eines gesellschaftlichen Profils mit Wirtschaft/Politik und eines MINT-Profils mit Chemie als jeweiliges Profilfach ergänzt wird. Bereichert wird die Oberstufe durch das Austauschprogramm, das z. T. auch schon in der Mittelstufe anfängt, u. a. mit Rumänien, Dänemark, den Vereinigten Staaten und Frankreich als Ziele, wobei in letzterem durch die Schule auch ein internationales Praktikum angeboten wird, das durch den schuleigenen Förderverein finanziell unterstützt werden kann. Ergänzt werden diese Angebote durch nationale und internationale Fahrten als Europa-Schule wie z. B. im Rahmen des „European Youth Parliament“ (EYP), das z. B. auch für Schüler des Weber-Gymnasiums in Italien stattfindet.

## Aufbau des Schulgeländes
Das Schulgelände besteht aus sieben Gebäuden, die alle hufeisenförmig angeordnet sind, dessen Mitte der Schulhof bildet, der u. a. Tischtennis-Platten, Liege- und Sitzgelegenheiten, Turnstangen, Fahrradständer, einen Grillplatz, eine Kletterwand und andere Sportgeräte beinhaltet. Die Öffnung dieses „Hufeisen“ ist Richtung der Straße „Am Stadtgraben“. Das Gebäude-Ensemble entstand zwischen 1830 und 2016 und besteht aus folgenden Gebäuden (Auflistung nach Baudaten aufsteigend):
- Das Albert-Mahlstedt-Gebäude, das bereits 1830 gebaut wurde und erst später Teil der Schule wurde, die es nach dem Standort an der Albert-Mahlstedt Straße benannte und dort u. a. die Kunsträume und die Bücherei für die Schulbücher unterbrachte.
- Das Verwaltungsgebäude, in das das damalige Lyzeum 1920 zog und das seit seiner Eröffnung 1833 mehrfach umgebaut wurde, zuletzt im Jahr 2016 nach Eröffnung des Neubaus, der im fast 200 Jahre alten Gebäude Platz für die Verwaltungsräume des Gymnasiums machte.
- Der heutige „Altbau“, der das damalige Schulgebäude nach 1900 erweiterte und heutzutage u. a. die Cafeteria beherbergt sowie zusätzlich direkt an den Neubau und den gelben Klinkerbau grenzt.
- Der „Gelbe Klinkerbau“, der über ein Treppenhaus mit dem Altbau verbunden ist und 1956 nach den Entwürfen vom Architekt Hanns Rietschel gebaut wurde, wird heute vor allem zum Unterrichten der Orientierungs- und Teilen der Mittelstufe genutzt.
- Der „Rote Klinkerbau“ und die Sporthalle mit zwei Feldern, die beide um 1990 eingeweiht wurden und an das Albert-Mahlstedt-Gebäude grenzen. Darüber hinaus verfügt der „Rote Klinkerbau“, der sich ebenfalls an der Seite zur Albert-Mahlstedt-Straße befindet und mit dem dortigen Albert-Mahlstedt-Gebäude direkt verbunden ist, über Musik-Räume und einen der beiden Computerräume, während sich bei der Turnhalle wiederum unterhalb der Sportfelder die Garage für die Lehrerparkplätze befindet.
- Der „Neubau“ mit den Fachräumen für die Naturwissenschaften verfügt über jeweils zwei Chemie-, Biologie- und Physikräume, sowie weitere Klassenräume, einer davon wurde als zweiter Computerraum u. a. mit einem 3D-Drucker ausgestattet. Der Neubau ist, mit der Eröffnung im Frühjahr 2014, die vorerst letzte bauliche Ergänzung zur Schule und bildet mit dem überdachten Atrium im Inneren ein neues Highlight sowie einen zusätzlichen Mittelpunkt der Schule.

## Projekte, Angebote und Auszeichnungen
Die Carl-Maria-von-Weber-Schule ist u. a. eine Europa-Schule, die sich am Austauschprogramm „Europa macht Schule / World meets School“ und am European Youth Parliament (EYP) beteiligt, wofür sie besonders im Hinblick auf das Thema Nachhaltigkeit im Jahr 2018 mit dem Willi-Piecyk-Preis der SPD Schleswig-Holstein ausgezeichnet wurde. 2021 wurde der Schulsanitätsdienst (kurz: SSD) der Schule mit dem Ehrenamtspreis für Jugendliche und junge Erwachsene des Lions-Club ausgezeichnet. Die Jury lobte hierbei die Mitglieder, die sich aus Schülern ab der 8. Klasse zusammensetzen, für ihr "herausragende[s] ehrenamtliche[s] Engagement für das Gemeinwohl". 2022 gelang es einer Schüler-Gruppe des Weber-Gymnasiums außerdem den Landesschülerwettbewerb „zukunftsfähiges Schleswig-Holstein“ zu gewinnen, welcher vom gleichnamigen Verein in Kooperation mit der Christian-Albrechts-Universität zu Kiel (CAU) jährlich an Projekte verliehen wird, die wichtige Impulse für eine nachhaltige Landesentwicklung in Schleswig-Holstein setzen. Umfassende mediale Aufmerksamkeit erlangte die Schule im Dezember 2023, als sie einen Funkkontakt mit der ISS herstellen konnte und Schüler dem Astronauten Andreas Morgensen Fragen stellen konnten. Vorausgegangen war eine umfassende Bewerbung, die die Ambitionen der mint-freundlichen Schule unterstrich und die davor in Schleswig-Holstein erst ein einziges Mal erfolgreich war mit einer Niebüller Schule zwanzig Jahre zuvor und die A. Ferner zeichnet die Oberstufe eine sehr gute und vielfältige Berufsorientierung aus, die mehrfach mit dem Berufswahlsiegel SH ausgezeichnet wurde. Die Orientierungsstufe wiederum bietet das Weber-Gymnasium das zusätzliche Programm „Weber-Plus“ in den Bereichen Medien, Sport, Kunst, Musik, Theater und Forschung an, wo auf die modernen Räume der Naturwissenschaften im Neubau zurückgegriffen werden kann. Dieses neu entwickelte Angebot steht den Schülern der beiden untersten Klassenstufen seit 2019 zur Verfügung und erfreut sich seitdem großer Beliebtheit.
Weitere Angebote, die innerhalb der Schülerschaft organisiert und angeboten werden:
- Schülervertretung (SV) mit von den Klassensprechern gewähltem Vorstand, die u. a. Sportevents, Schulpartys, den Unterstufenfasching oder auch die schulübergreifende Nikolausaktion an den weiterführenden Schulen in Eutin organisiert.[22]
- Von allen Schülern gewählte Schülersprecher[23]
- Eine Schülerbibliothek[24]
- Die Schulsanitäter[25]
- Ein Patenprogramm für die Orientierungsstufe durch ältere Schüler aus den jeweiligen 10. Klassen[26]
- Die Medienlotsen (Net-Piloten), die das vielfältige Präventionsprogramm ergänzen und jungen Schülern bei einem sicheren Umgang mit den digitalen Medien helfen.[27]
- Eine Projektwoche am Ende des Schuljahres[28]

Außerdem wird Schulsozialpädagogik, ein Nachmittagsprogramm u. a. mit Hausaufgabenhilfe, Sport- und Kunstangeboten, und eine Cafeteria mit einem zusätzlich Bereich exklusiv für die Oberstufenschüler angeboten sowie an Wettbewerben wie der „Lange Nacht der Mathematik“, der „Mathe-Olympiade“, dem „Känguru der Mathematik“, dem „Informatik-Biber“ und „Jugend trainiert für Olympia & Paralympics“ teilgenommen.
Zum Schüleraustauschprogramm, das über das Engagement als Europa-Schule hinausgehen, zählt der Austausch nach Odense und Vordingborg in Dänemark, Hermannstadt (Sibiu) in Rumänien, Redon in Frankreich und Lawrence (Kansas) in den USA.